# Jason Morris
Jason Newth Morris (Scotia, 3 de febrero de 1967) es un deportista estadounidense que compitió en judo.
Participó en cuatro Juegos Olímpicos de Verano entre los años 1988 y 2000, obteniendo una medalla de plata en la edición de Barcelona 1992 en la categoría de –78 kg. En los Juegos Panamericanos consiguió tres medallas entre los años 1987 y 1995.
Ganó una medalla de bronce en el Campeonato Mundial de Judo de 1993.

## Palmarés internacional
| Juegos Olímpicos     | Juegos Olímpicos              | Juegos Olímpicos  | Juegos Olímpicos |
| Año                  | Lugar                         | Medalla           | Categoría        |
| -------------------- | ----------------------------- | ----------------- | ---------------- |
| 1992                 | Barcelona (España)            | Medalla de plata  | –78 kg           |
| Campeonato Mundial   |                               |                   |                  |
| Año                  | Lugar                         | Medalla           | Categoría        |
| 1993                 | Hamilton (Canadá)             | Medalla de bronce | –78 kg           |
| Juegos Panamericanos |                               |                   |                  |
| Año                  | Lugar                         | Medalla           | Categoría        |
| 1987                 | Indianápolis (Estados Unidos) | Medalla de oro    | –78 kg           |
| 1991                 | La Habana (Cuba)              | Medalla de oro    | –78 kg           |
| 1995                 | Mar del Plata (Argentina)     | Medalla de plata  | –78 kg           |